# Gare des Clouzeaux
La gare des Clouzeaux est une gare ferroviaire française (fermée) de la ligne des Sables-d'Olonne à Tours, située sur le territoire de la commune des Clouzeaux, dans le département de la Vendée, en région Pays de la Loire. 
Elle a été mise en service en 1866 par la Compagnie des chemins de fer de la Vendée. Jusqu'au 10 décembre 2012, c'était une halte ferroviaire de la Société nationale des chemins de fer français (SNCF), qui était desservie par des trains TER Pays de la Loire. Elle est aujourd'hui fermée à tout trafic.

## Situation ferroviaire
Établie à 69 m d'altitude, la gare des Clouzeaux est située au point kilométrique (PK) 27,198 de la ligne des Sables-d'Olonne à Tours, entre les gares ouvertes de La Mothe-Achard et de La Roche-sur-Yon. Elle est séparée de La Mothe-Achard par la gare aujourd'hui fermée de Sainte-Flaive-des-Loups.

## Histoire
La ligne et la gare sont toutes deux mises en service en 1866 par la Compagnie des chemins de fer de la Vendée. L'inauguration de la gare a lieu le 29 décembre 1866. À partir du 14 décembre 2008, la gare perd sa desserte en semaine (4 allers et 2 retours) et n'est plus desservie que les samedis, dimanches et fêtes. Le dernier train desservant la gare a circulé le 10 décembre 2011.

## Service des voyageurs
La gare est fermée à tout trafic. Auparavant, c'était un point d'arrêt non géré (PANG) à accès libre munis d'un abri de quai. La gare était desservie jusqu'au 10 décembre 2011 par des trains TER Pays de la Loire circulant entre Nantes et Les Sables-d'Olonne, via La Roche-sur-Yon.